# (17146) 1999 JB102
A (17146) 1999 JB102 a Naprendszer kisbolygóövében található aszteroida. A LINEAR projekt keretében fedezték fel 1999. május 13-án.